# 亚硒酸盐
亚硒酸盐是四价硒的含氧酸盐，其化学式为SeO2−
3。酸式亚硒酸盐（HSeO−
3、H
3(SeO
3)−
2等）、焦亚硒酸盐Se
2O2−
5等也是已知的。

## 制备
亚硒酸盐可由金属的碳酸盐、氧化物或氢氧化物和亚硒酸反应得到。如：
Na2CO3 + H2SeO3 → Na2SeO3 + CO2↑ + H2O